# Adidas Superstar

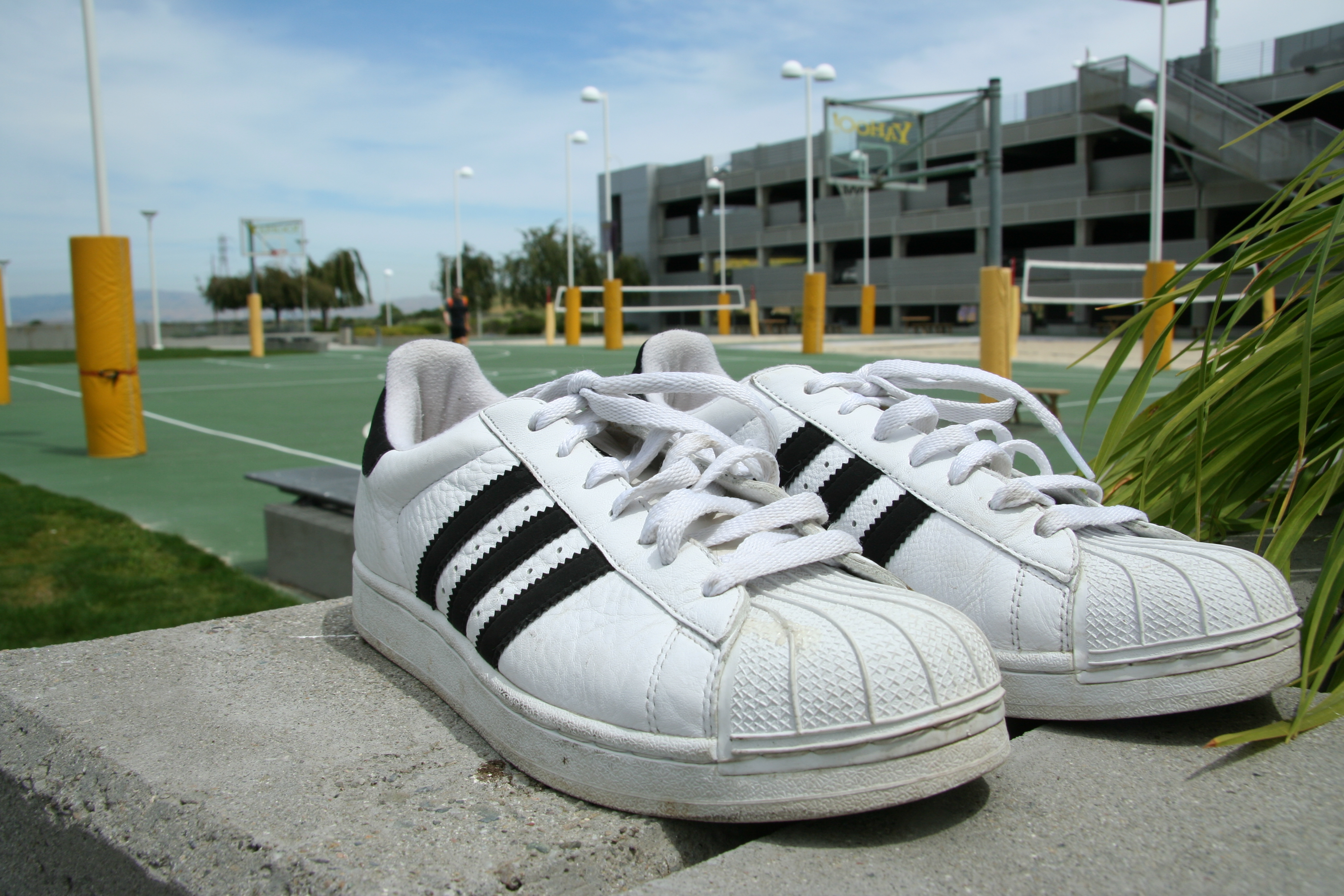
Ein Paar weiße Superstar

Superstar ist ein Sneaker des Herstellers Adidas aus den 1970ern. Er entstand aus dem Adidas Supergrip.
Charakteristisch bei diesem Modell sind vor allem die Zehenkappen aus Gummi, die dem Superstar im amerikanischen Raum auch den Spitznamen „shell-toes“ (Muschel-Zehen) eingebracht haben. In den 1970er Jahren wurde der Superstar jedoch auch ohne Gummikappe an NBA-Spieler ausgeliefert, da sich manche über Schmerzen an den Zehen beschwerten. Diese Superstars sind sehr selten und bei Sammlern sehr begehrt. Die knöchelhohe Version des Superstar ist das Pro Model.

## Geschichte

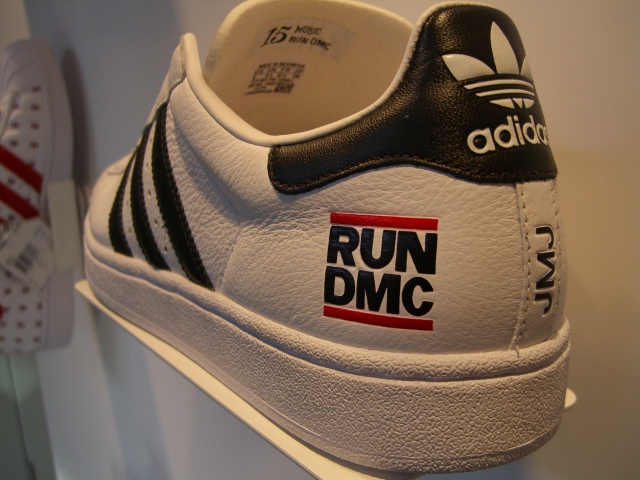
Sondermodell „RUN DMC“ mit den Initialen von Jam Master Jay an der Ferse

Entwickelt und an einige Basketballspieler probehalber ausgegeben wurde der Schuh 1969. Die Vorstellung war 1970. Heute ist der Superstar ein Klassiker, vor allem durch seine Verbreitung in der Musikszene – insbesondere im Hip-Hop. Die Rapgruppe Run DMC widmete diesen Schuhen das Lied „My Adidas“ auf dem Album „Raising Hell“ von 1986. Adidas nahm daraufhin Run DMC unter Vertrag.
Zum 35-jährigen Jubiläum brachte Adidas 2005 eine Sonderkollektion heraus, deren Designs verschiedene Themen aufgreifen. Das  Modell „Berlin“ ist in den Farben der deutschen Hauptstadt gehalten (weiß, schwarz, rot) und hat das Wappen der Stadt, den Bären mit Krone, aufgedruckt. Der Band Run DMC und ihrem verstorbenen Mitglied Jam Master Jay wurde ein eigenes Modell der Jubiläumskollektion gewidmet, ebenso wie der Künstlerin Missy Elliott und den Red Hot Chili Peppers.
Er wurde und wird in verschiedenen Farbkombinationen und Materialzusammenstellungen hergestellt, von denen einige so selten sind, dass Sammler dafür vierstellige Summen bei Online-Auktionen bezahlen.
Zur gleichen Zeit entstand das Tennisschuhmodell Adidas Stan Smith, das die gleiche Sohle und Ferse wie der Superstar hat.

## Ausführungen
Adidas Superstar Vintage Edition
Der Adidas Superstar Vintage ist die originale Form des Superstar von 1969. Es befindet sich kein Trefoil an der sehr flachen Ferse, die Sohle läuft nach unten zu und die Kappe ist nicht so „rau“ wie die der anderen Shelltoes. Die Silhouette des gesamten Schuhs ist sehr flach.
Adidas Superstar 1
Dies ist der klassische Superstar, der Anfang-Mitte der 80er Jahre durch den immer erfolgreicher werdenden Hip-Hop bekannt wurde. Seine Silhouette ist dicker als die des Superstar Vintage, die Kappe ist sehr rau, die Ferse hochgezogen und mit einem Trefoil versehen. Die Zunge ist nicht gepolstert.
Adidas Superstar 2
Dieser Superstar ist fast identisch mit dem Superstar 1, jedoch ist die Zunge dicker gepolstert.
Adidas Superstar 80s
Dieser Superstar ist eine Mischung zwischen dem Superstar 1 und dem Superstar Vintage. Die Ferse ist hochgezogen, die Kappe aber glatt wie beim Vintage. Die Zunge ist ungepolstert und die drei Streifen sind aus Filz.
Adidas Superstar Foundation
Minderwertigere Materialien im Vergleich zum Superstar 2. Streifen nicht aus echtem Leder.